# Automatická převodovka

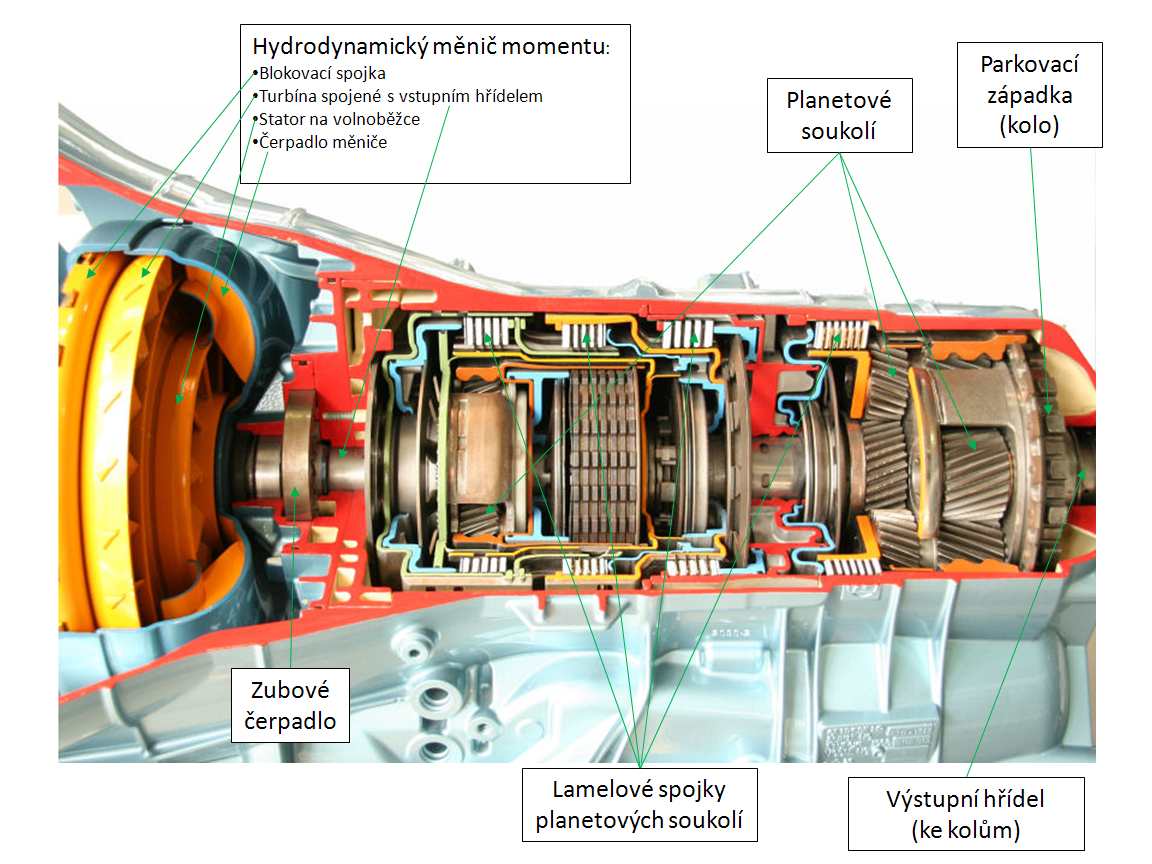
Šestistupňová automatická hydrodynamická převodovka ZF 6HP26

Automobilní automatická převodovka je převodovka, která při jízdě samočinně mění převodové stupně (převodový poměr). Zařízení má v automobilu tři hlavní funkce:
- Znásobit a přenést točivý moment od spalovacího motoru ke kolům.
- Zajistit rozjezd vozidla bez ovládání spojky, pouhým zmáčknutím plynu.
- Vhodně zvolit a zařadit potřebný převodový stupeň.

Většina automatických převodovek dále umožňuje zajistit vozidlo proti pohybu parkovací západkou. Ta je aktivována zařazením polohy P na volící páce v kabině řidiče.

## Druhy automatických převodovek
Existují čtyři hlavní druhy automatických převodovek:
- Hydrodynamická převodovka s hydrodynamickým měničem. Tento druh převodovek je považován za standardní, klasickou automatickou převodovku, ostatní druhy se mu snaží svým chováním přiblížit.
- DSG (dvojspojková převodovka). Direct Shift Gear je produktem spolupráce koncernu Volkswagen a firmy BorgWarner. První automobily, ve kterých se "dvouspojka" objevila, byly sportovní prototypy Porsche, poté to bylo závodní Audi Sport Quattro S1.[1]
- Automatizovaná převodovka je z hlediska funkce normální manuální převodovka, ve které automatika zajišťuje ovládání spojky a přeřazování. Její základní nevýhodou je, že neumožňuje řazení za plného tahu motoru.
- Variátor. Tento druh převodovek je zcela samostatnou kapitolou. Zatímco všechny předešlé druhy mají, stejně jako manuální převodovka, několik převodových stupňů, které převodovka samočinně řadí, variátor umožňuje plynulou změnu převodového poměru. Využití nachází zejména ve skútrech.

## Ovládání automatické převodovky

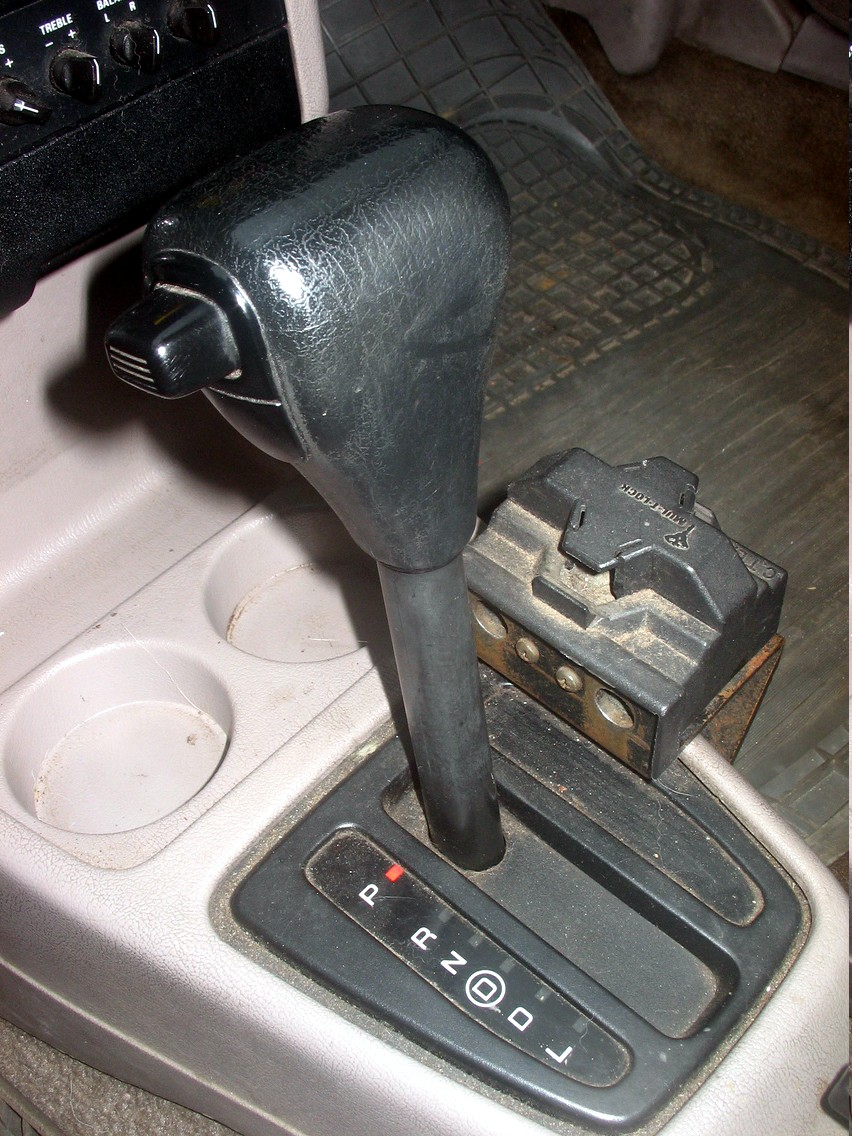
Volicí páka automatické převodovky. Jízda zpět (R) je ve směru jízdy více dopředu než poloha pro jízdu vpřed (D), což je opačně než u výkonové páky letadel.

Řidič při rozjíždění nepotřebuje ovládat spojku (automobily s automatickou převodovkou nejsou vybaveny pedálem spojky). Většina automatických převodovek se ovládá volící pákou (viz obr.). Její polohy jsou obvykle:
- D – Drive – jízda vpřed
- R – Reverse – jízda vzad (zpátečka)
- N – Neutrál – při normální jízdě není nutno používat, používá se k vyřazení převodovky z činnosti například při stání v koloně se zapnutým motorem, umožňuje zatažení ruční brzdy a uvolnění pedálu brzdy.
- P – Park – parkovací poloha, zařazení parkovací západky.
- manuální řazení – u různých převodovek je řešeno různě, umožňuje sekvenční řazení převodových stupňů pro jízdu vpřed podle volby řidiče.

Na páce je tlačítko, které je potřeba zmáčknout při některých změnách polohy páky. Zabraňuje se tak neúmyslným změnám, které mohou být pro převodovku fatální. Například zařazení zpátečky ve vysoké rychlosti.

## Jízda s automatickou převodovkou
- Některé vozy je možno nastartovat, jen pokud je poloha volicí páky nastavená na P.
- U některých vozů nelze po nastartování volicí páku přesunout z polohy P, pokud není současně zmáčknut pedál brzdy.
- U automatických převodovek po zařazení jiné polohy než P nebo N dochází k plazivému pohybu vozu – na rovině se vůz sám pomalu rozjede a pohybuje se vpřed přibližně rychlostí chůze, bez toho, že by řidič přidal plyn. Proto je nutné, pokud chceme skutečně stát (např. v zácpě nebo na křižovatce), neustále držet stlačený pedál brzdy.

## Kickdown mód
Při potřebě prudkého zrychlení vozidla, například při předjíždění, přichází u automatické převodovky ke slovu tzv. "Kickdown efekt". Ten je vyvolán stlačením pedálu plynu zcela na podlahu, kdy je podřazen nižší převodový stupeň (například ze čtvrtého stupně na třetí). Vozidlo pak prudce zrychluje. Moderní elektronicky řízené automatické převodovky umožňují podřazení i o několik rychlostních stupňů najednou.

## Vývoj
Klasické mechanické řazení s řadicí pákou a nutností citlivě ovládat spojkový pedál u mnoha vozidel nevyhovovalo. Byla žádána převodovka, která bude fungovat samočinně.
První krok ve vývoji učinil německý inženýr Hermann Föttinger, který vynalezl hydrodynamický měnič, základ hydrodynamické automatické převodovky.
V USA se v osobních automobilech tento druh rozšířil v padesátých letech. Dnes má samočinná převodovka v USA zastoupení okolo 90 %.
V Evropě mají osobní automobily převážně manuální převodovky. Automatické převodovky se však od sedmdesátých let ve velké míře uplatňují u městských autobusů, hasičů, autojeřábů, popelářských vozů a u motorových vozů na železnici.
V posledních letech jsou však hydromechanické převodovky stále častěji nahrazovány zejména dvouspojkovými převodovkami (DSG) a v menší míře též automatizovanými převodovkami. Ačkoliv principy těchto převodovek jsou známy velmi dlouho, konstrukčně jsou jednodušší a výrobně lacinější a s nižším počtem převodových stupňů umožňují dosahovat vyšší účinnosti, tedy i menší spotřeby paliva. Na rozdíl od hydromechanické převodovky vyžadují náročnější elektronické řízení, takže jejich rozšíření do osobních vozů je umožněno až s příchodem elektronických řídících jednotek (počítačů).

## Nejčastější příčiny poruch
Špatná údržba automobilu může způsobit nesprávný chod převodovky a její poruchu. Mezi nejčastější příčiny patří:
- nedodržování intervalu výměny oleje
- nekvalitní chlazení oleje, způsobuje ztrátu jeho vlastností, na kterých je správný chod převodovek založen